# MADE IN LOVE
『MADE IN LOVE』（メイド・イン・ラヴ）は、日本のロックバンド、TRICERATOPSの9枚目のアルバム。2008年10月8日 、tearbridge recordsよりリリース。 

## 内容
- レーベル移籍後初アルバム。
- シングル「LOONY'S ANTHEM」発売日に本作の発売が急遽発表された。
- 初回生産限定盤2種類と通常盤の3形態で発売。詳細は後述。

## 本作の仕様
- 通常盤（CDのみ）
  - CD-EXTRA仕様：コラボレーションアニメ「THE LOOONIES」ダイジェスト、「無修正版!トライセラトップス SPECIAL 3」収録
- 初回生産限定盤 (CD+DVD)
  - DVD収録内容：「FUTURE FOLDER」「LOONY'S ANTHEM」「MADE IN LOVE」MUSIC CLIP、「MAKING OF FUTURE!!!3」収録
- 初回生産限定BOX (CD+GOODS)：GONZO制作アニメ「THE LOOONIES」コラボグッズ封入・スペシャルBOXパッケージ
  - オリジナル・ピック・ペンダント（チェーン付）
  - オリジナル・バッジ×3
  - キャラクター・ステッカー
  - LIVEフライヤー・ピンナップ
  - THE LOOONIES CHARACTER BOOK
  - TRICERATOPS PHOTO BOOK
  - CD-EXTRA仕様：コラボレーションアニメ「THE LOOONIES」ダイジェスト収録

## 収録曲
| 全作詞・作曲: 和田唱、全編曲: TRICERATOPS。 |                        |        |            |      |
| #                                           | タイトル               | 作詞   | 作曲・編曲 | 時間 |
| 1.                                          | 「SPACE GROOVE I」     | 和田唱 | 和田唱     | 2:30 |
| 2.                                          | 「FUTURE FOLDER」      | 和田唱 | 和田唱     | 4:20 |
| 3.                                          | 「PYRAMID CRASH」      | 和田唱 | 和田唱     | 4:01 |
| 4.                                          | 「PHOTOGRAPH」         | 和田唱 | 和田唱     | 4:21 |
| 5.                                          | 「LOONY'S ANTHEM」     | 和田唱 | 和田唱     | 4:52 |
| 6.                                          | 「シラフの月」         | 和田唱 | 和田唱     | 4:38 |
| 7.                                          | 「COMIC HEROES」       | 和田唱 | 和田唱     | 3:45 |
| 8.                                          | 「FOREVER」            | 和田唱 | 和田唱     | 4:46 |
| 9.                                          | 「シリンダーの中の夢」 | 和田唱 | 和田唱     | 3:46 |
| 10.                                         | 「MILK&SUGAR」         | 和田唱 | 和田唱     | 4:27 |
| 11.                                         | 「SPACE GROOVE II」    | 和田唱 | 和田唱     | 2:55 |
| 12.                                         | 「MADE IN LOVE」       | 和田唱 | 和田唱     | 4:26 |
| 合計時間:                                   | 合計時間:              | 48:47  |            |      |

| #  | タイトル                           | 作詞 | 作曲・編曲 |
| -- | ---------------------------------- | ---- | ---------- |
| 1. | 「FUTURE FOLDER」(MUSIC CLIP)      |      |            |
| 2. | 「LOONY'S ANTHEM」(MUSIC CLIP)     |      |            |
| 3. | 「MADE IN LOVE」(MUSIC CLIP)       |      |            |
| 4. | 「MAKING OF FUTURE!!!3」(特典映像) |      |            |

### 楽曲解説
1. SPACE GROOVE I
アルバムのプロローグ的な役割を持つ曲。次曲と繋がっている。
2. FUTURE FOLDER
24thシングル曲。冒頭に前曲の余韻が入っている。
3. PYRAMID CRASH
4. PHOTOGRAPH
5. LOONY'S ANTHEM
25thシングル曲。
6. シラフの月
原型は2006年頃にはすでにあった。和田曰く「安室ちゃんを意識して書いた曲」[1]。
2020年発売のトリビュート・アルバム『TRIBUTE TO TRICERATOPS』では、山崎まさよしがこの曲をカバーしている。
7. COMIC HEROES
オンラインゲーム『ドルアーガの塔 The Recovery of BABYLIM』イメージソング
仮タイトルは「アヴリル」[1]。理由は曲がアヴリルっぽかったからだという。
8. FOREVER
9. シリンダーの中の夢
配信限定でリリースされていた曲。今作では新録のアルバムバージョンで収録。
10. MILK&SUGAR
11. SPACE GROOVE II
アルバムのエピローグ的な役割を持つ曲。次曲と繋がっている。
12. MADE IN LOVE
冒頭に前曲の余韻が入っている。タイトル・チューンであり本作のリードナンバー。PVが制作された。

## カバー
シラフの月
- 山崎まさよし - トリビュート・アルバム『TRIBUTE TO TRICERATOPS』収録（2020年）